# Istarawszan (dystrykt)
Istrawszan (tadż. Ноҳияи Истаравшан, pers. ناحیۀ استروشن), także Ura-Tiube (tadż. Ура-Тюбе) - dystrykt w wilajecie sogdyjskim w Tadżykistanie, graniczący z Uzbekistanem. Jego stolicą jest miasto Istarawszan.

## Podział administracyjny
Dystrykt dzieli się na 10 dżamoatów:
- Nidżoni
- Frunze
- Kommunizm
- Guli surk
- Poszkent
- Prawda
- Dżawkandak
- Leninobod
- Kalaibaland
- Nofarodż